# 海颶風戰鬥機
海颶風戰鬥機（英文：Sea Hurricane）是颶風戰鬥機的艦載機型號，這是英國皇家海軍為了應付在大西洋海戰當中神出鬼沒的德國U艇和Fw 200轟炸機。

## 原起
首先在二次大戰時的陸基戰鬥機可以在無任何改裝之下，從航空母艦上起飛，其中最有名的例子是在1942年的杜立特炸東京，而在一般情況之下，部署在太平洋各海島上機場的美國陸軍航空隊的單發動機戰鬥機也是用航空母艦運送，然後由飛行員駕駛從航空母艦上起，再到這些島上機場降落。
而在1940年6月，英國軍方為了從挪威撤退的士兵提供空中支援，派出光榮號航空母艦，艦上有10架颶風戰鬥機，原本是要這10架颶風在完成任務後在挪威降落然後飛行員要把飛機毀掉，再坐船逃走，但這10架颶風的飛行員決定直接在光榮號航空母艦降落並且成功，這樣證明了颶風也能在航空母艦上降落。

## 設計簡介

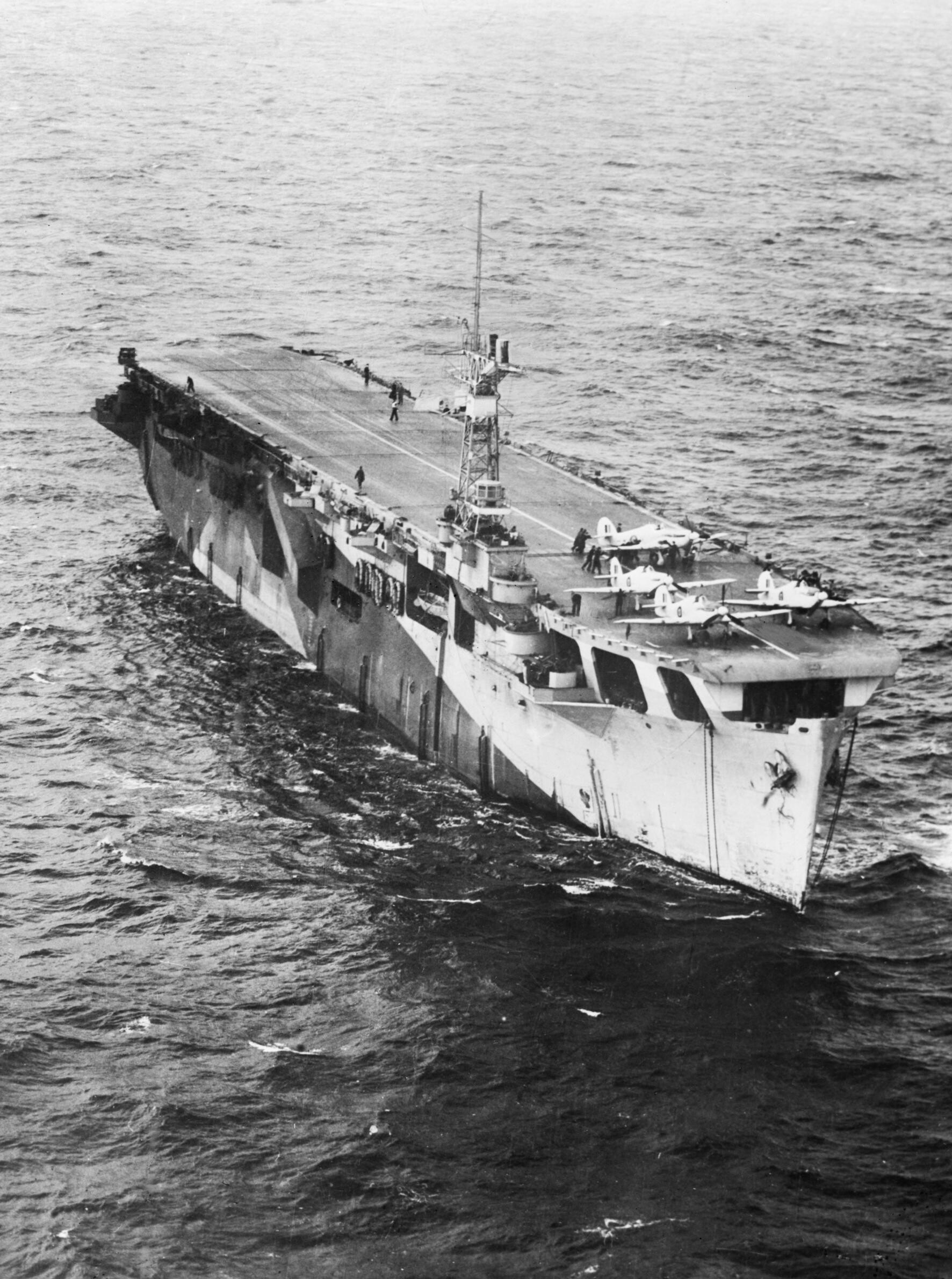
奈拉納級護航航空母艦上的海颶風戰鬥機

最初是把那些就快報廢的颶風戰鬥機放在商船船頭的彈射器，然後發射升空，當任務完成後飛行員會把飛機衝入水中，祇救起飛行員，飛機則報廢，後來為颶風的機身下方加裝著艦鈎而令其變成正規艦載機並部署在護航航空母艦上。
需要指出的是，海颶風戰鬥機是用英國皇家空軍二手的颶風戰鬥機改裝，其機翼是不能摺起，故海颶風在航空母艦上會比較佔用空間，例如在奈拉納級護航航空母艦原本載有6架海颶風，改為美國製而機翼可摺起的F4F戰鬥機卻可載12架，但海颶風的主起落架之間較寬而令其在航空母艦飛行甲板滑行起降時會較為穩定。

## 基本資料
- 機長：9.84米
- 翼展：12.19米
- 機高：4米
- 空重：2605公斤
- 最大起飛重：3950公斤
- 翼面積：23.92平方米
- 最快時速：505公里/小時
- 航程：965公里
- 昇限：10970米
- 發動機：1俱水冷式勞斯萊斯梅林XX發動機（1185匹馬力）
- 武裝：左右機翼各4支7.7毫米口徑M1919機槍

## 型號
- 海颶風Mk IA

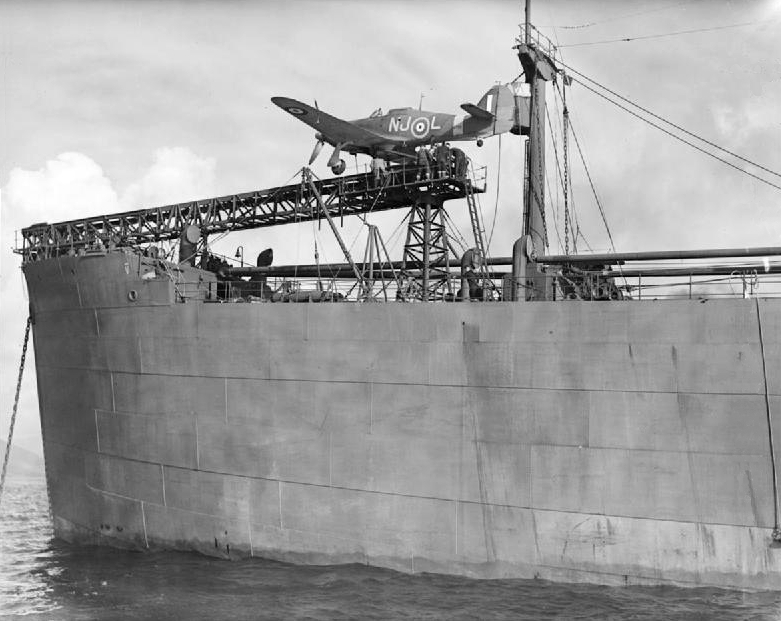
一架海颶風Mk IA戰鬥機正被放在商船的船頭，準備彈射起飛

由颶風Mk I改裝而成，用於一些裝有彈射器的商船（Catapult Armed Merchantman, CAM）上，自商船的彈射器出擊並為商船群提供空中防御。如果未能飛抵陸地，飛行員就要跳傘逃生，並由商船救起。
海颶風Mk IA都是由一些前線部隊退役的颶風Mk I改裝而成，這些颶風Mk I都曾損壞過，結構上都不太堅固。曾經有一架海颶風Mk IA因抵受不住彈射器的衝力而裂成碎片。
由50架颶風Mk 1改裝成。
- 海颶風Mk IB

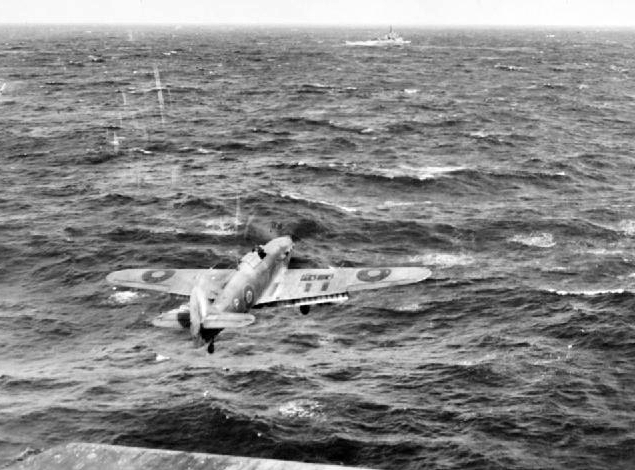
一架由維特斯號護航航空母艦上起飛的海颶風式戰鬥機

裝有彈射器線軸和著陸勾。由1941年10月起，用於商船改裝的航艦。
由340架颶風Mk IIA改裝成。
- 海颶風Mk IC

自1942年2月起把MK I改裝，加裝彈射器線軸、著陸勾和颶風Mk IIC的機翼。
由400架颶風Mk IIC和MK IIB改裝成。
- 海颶風Mk IIC

用於航空母艦，裝有海軍無線電設備。
由400架颶風Mk IIC改裝成。

## 部署與實戰
1941年，狂怒號航空母艦是第一艘接收海颶風戰鬥機的航空母艦，1942年的馬耳他戰役，英國海軍派去地中海的航空母艦就總共載了70架海颶風戰鬥機。
馬耳他戰役後，海颶風就主要用於護航航空母艦，用來為從美國出發，開往英國和蘇聯的貨船隊提供空中支援，直至1944年才由美製F4F戰鬥機接手。

## 相關圖片

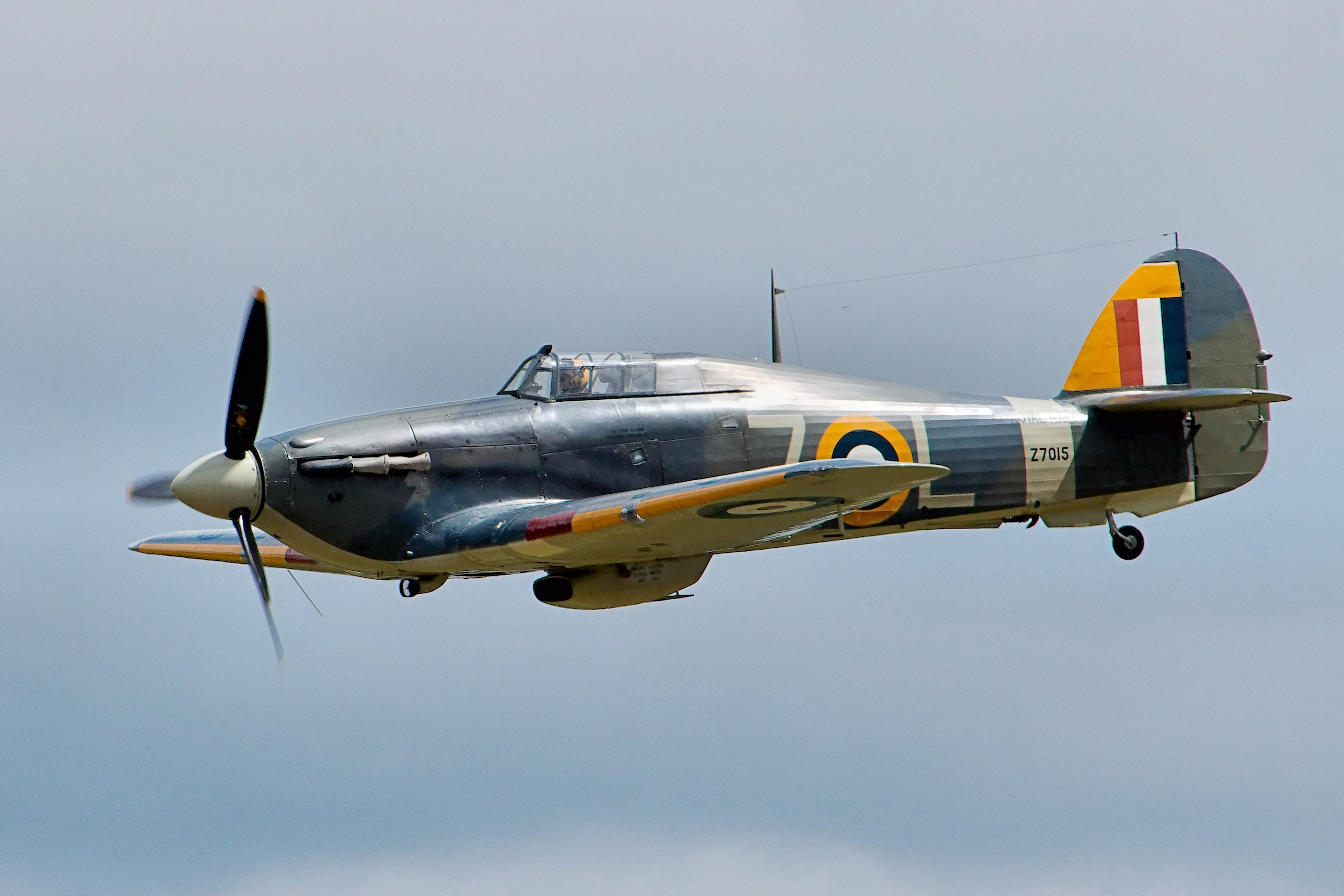
飛行中的海颶風
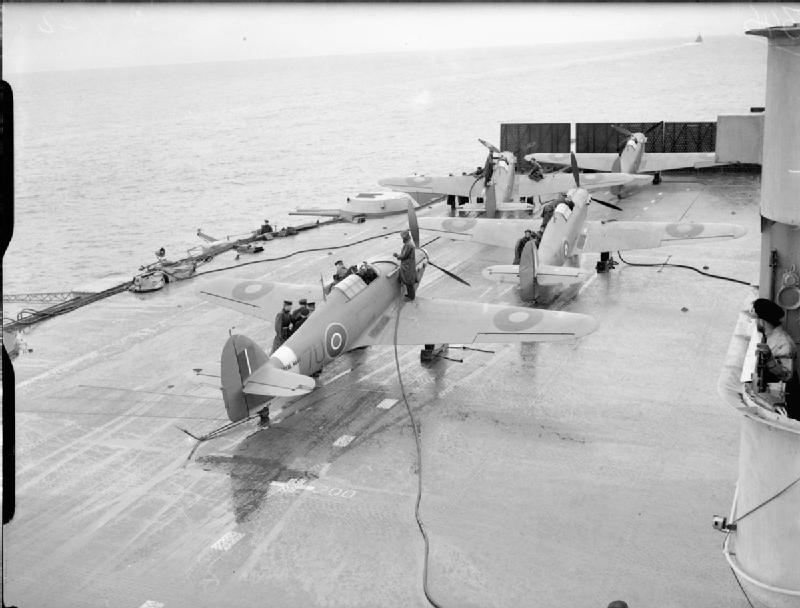
在航空母艦飛行甲板上加油的一隊海颶風
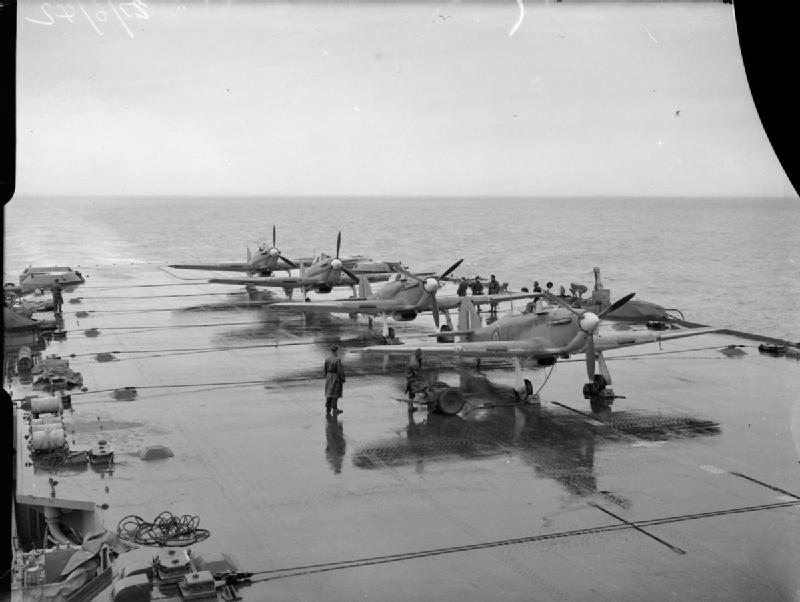
在航空母艦飛行甲板上準備起飛的一隊海颶風
一架放下著艦鈎準備降落的海颶風，請留意其著艦鈎是髮夾狀
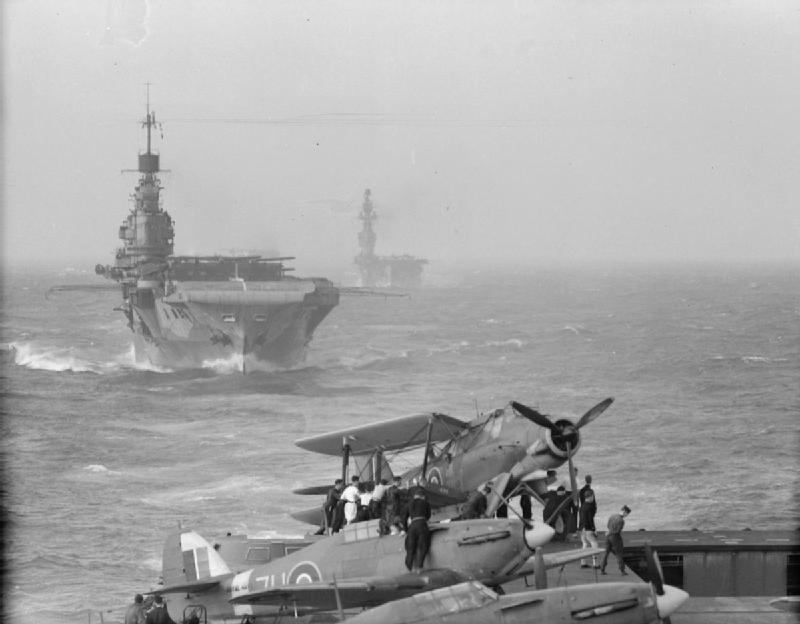
1942年8月，航行於地中海的英國航空母艦勝利號，可見其飛行甲板上的海颶風
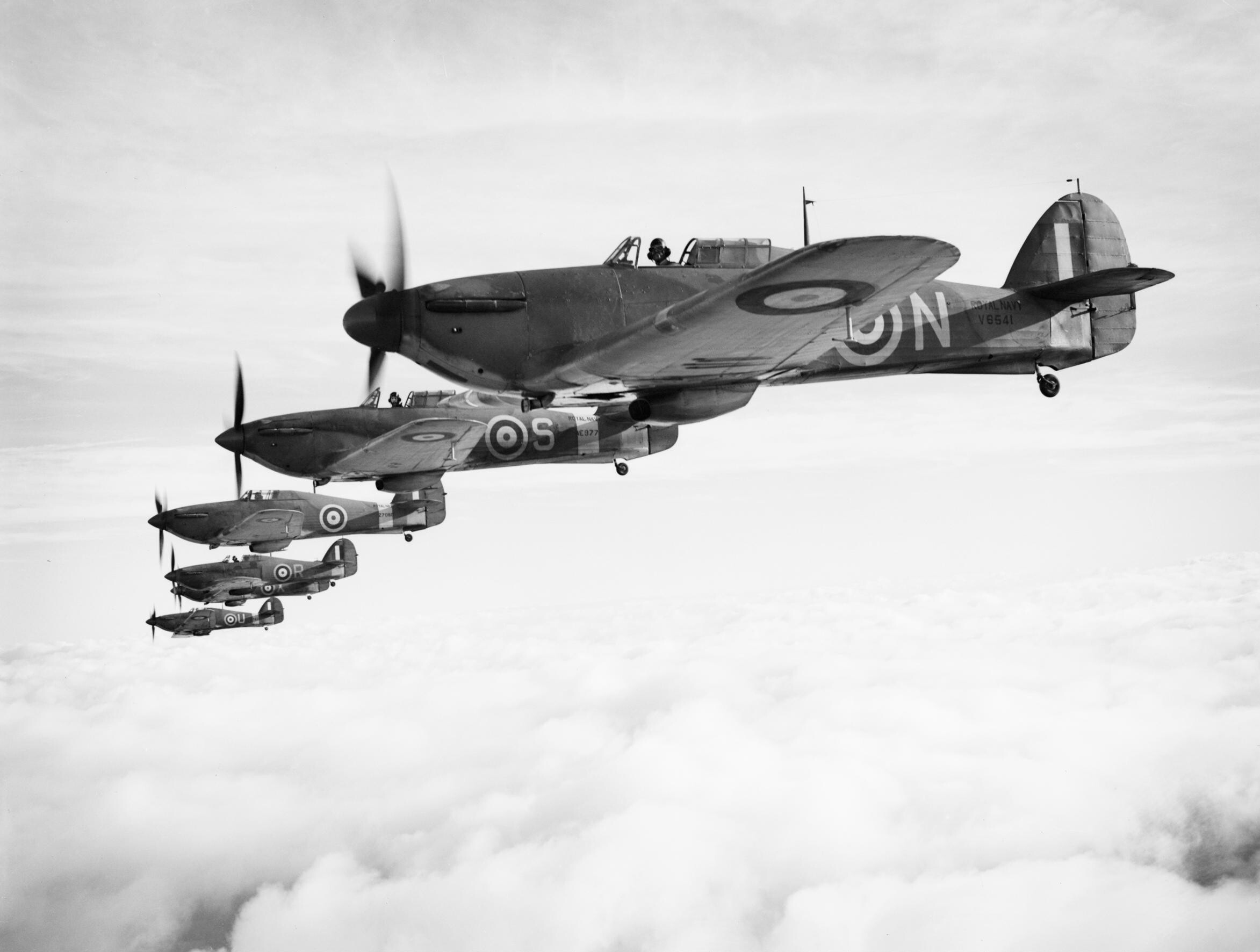
海颶風Mk IB編隊，攝於1941年12月
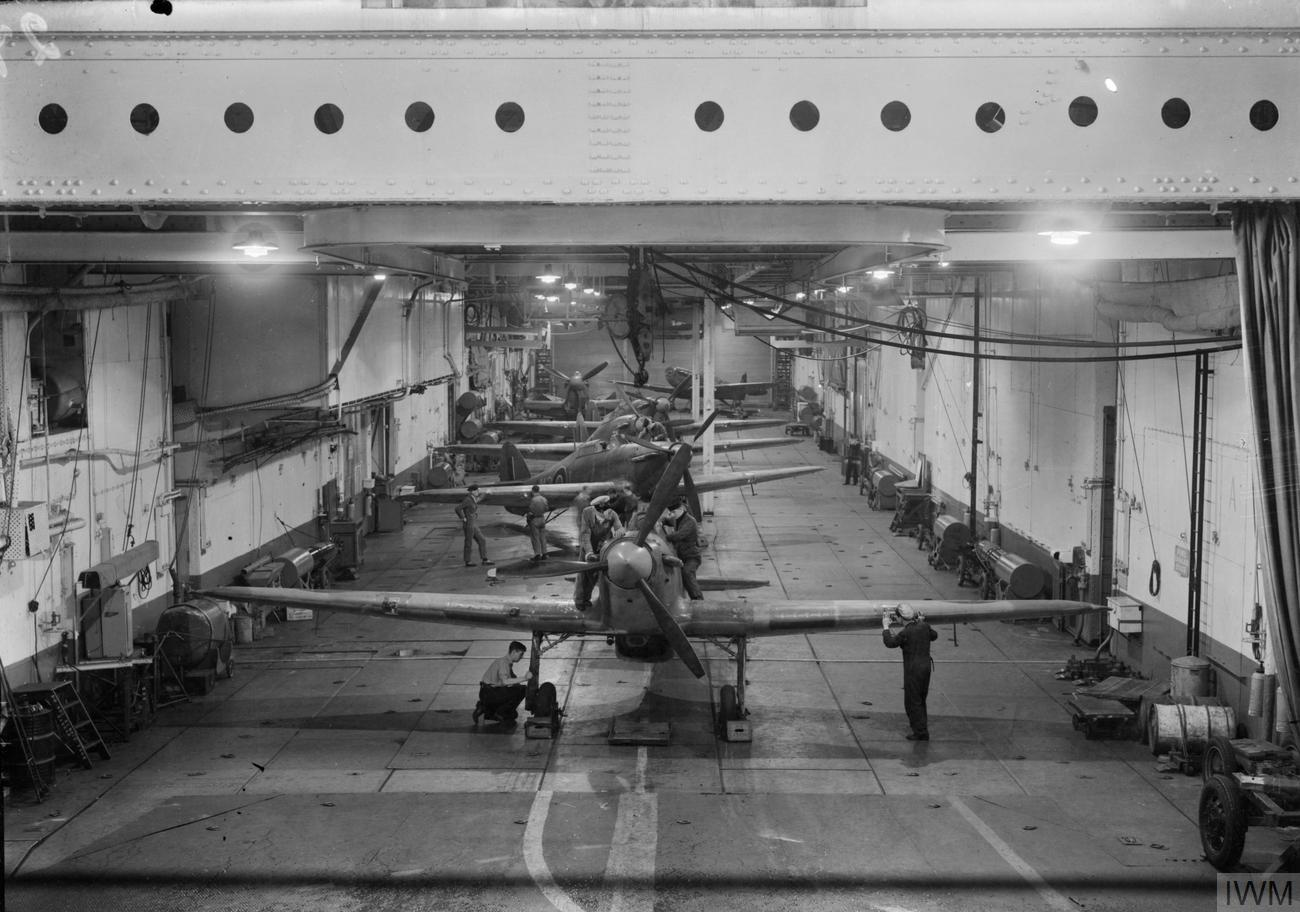
從這張在航空母艦飛機庫照片可以看到:海颶風主起落架較寬，但其機翼不能摺起

## 相關條目

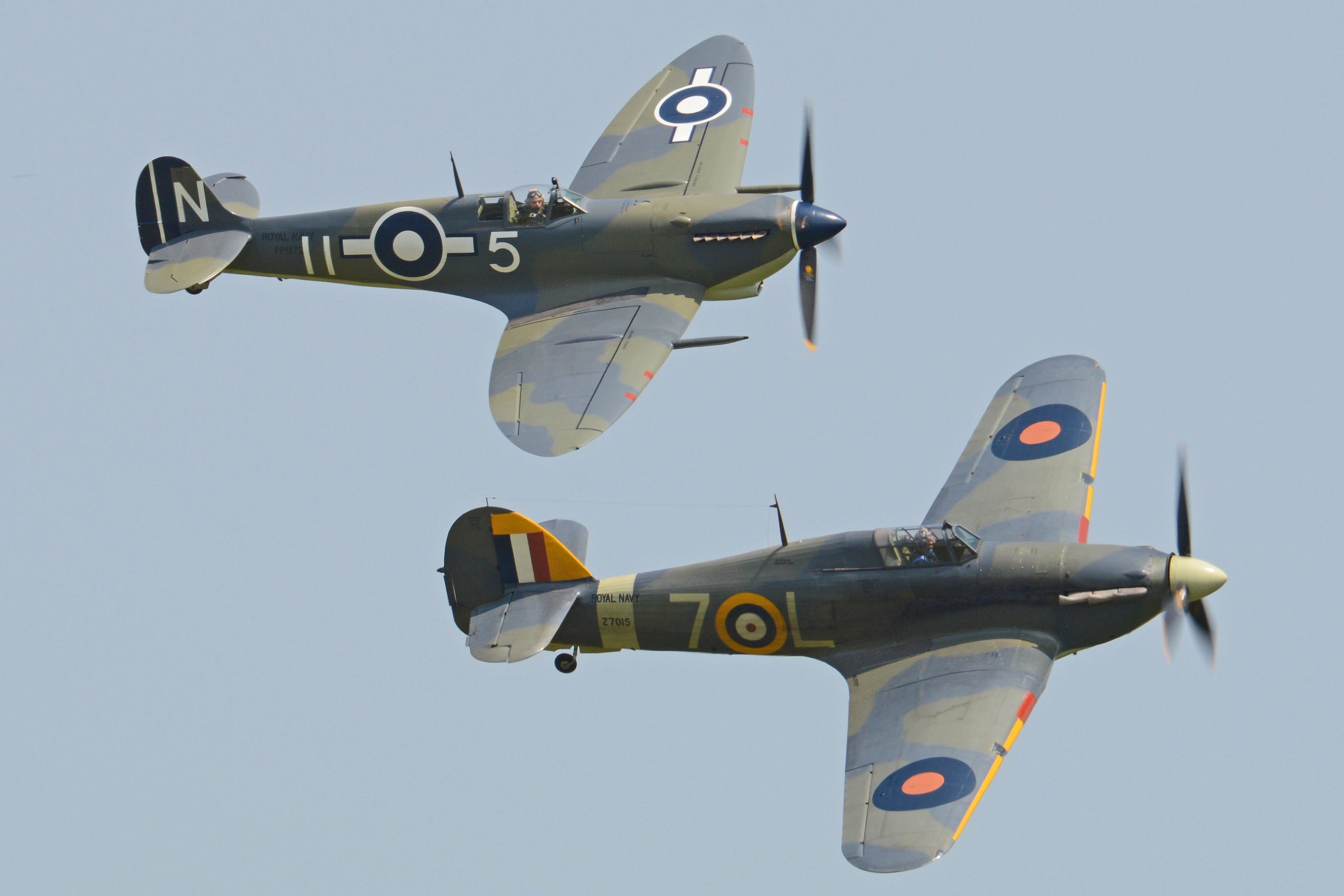
海火和海颶風

## 使用國家
- 英国

## 外部連結
- 海颶風戰鬥機（英文） （页面存档备份，存于）